# Luis Alberto Romero Alconchel
Luis Alberto Romero Alconchel, mais conhecido apenas como Luis Alberto (San José del Valle, 28 de setembro de 1992) é um futebolista espanhol que atua como meio-campo. Atualmente está no Al-Duhail, do Catar.

## Carreira

### Sevilla
Luis começou sua carreira pelo Sevilla, onde atuava principalmente com o time B. Atuando nas divisões inferiores, o jogador colocava-se como um dos principais destaques da equipe espanhola e, em 2011, conseguiu estrear profissionalmente pelo time principal.
No entanto, Alberto não conseguia performar de maneira adequada, e logo foi mandado para o Time B novamente, onde pôde, mais uma vez, ser o maior destaque do clube.
Em julho de 2011, vendo que o jogador destacava-se nas divisões inferiores, o Sevilla tratou de oferecer uma renovação de contrato com Luis que iria até 2015. No entanto, após reunião com os representantes do jovem, não houve nenhum acordo. O time de Sevilha não ficou satisfeito com a decisão dele e afastou-o do elenco principal.
Com isso, o atleta passou a ser cobiçado por outros times, e logo foi contratado para jogar por outra equipe B.

### Barcelona B (empréstimo)

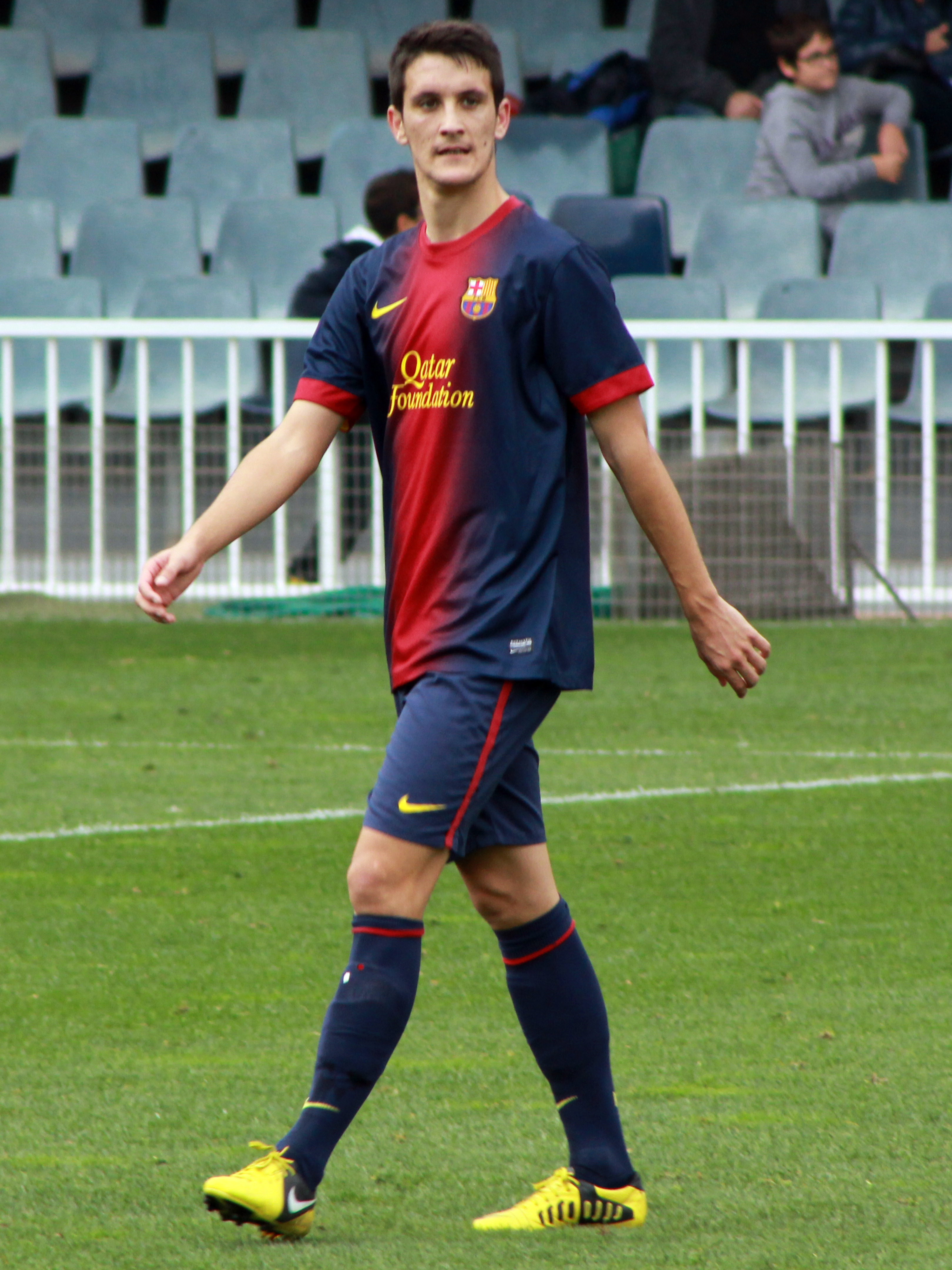
Luis pelo Barcelona B.

Rumando à Catalunha, Luis chegou a assinar um contrato por empréstimo de uma temporada com o Barcelona B.
No clube, Luis novamente pôde ser uma figura excelente, e chegou a marcar 11 gols e deu 17 assistências em 38 partidas pelo time secundário.
Apesar disso, o jogador não conseguiria ser aproveitado no clube principal, pois sua chegada coincidiu com a contratação do brasileiro Neymar para atuar com Messi e companhia na equipe da La Liga.
| “                                                 | Digo sempre que o único lugar onde sempre me senti bem foi em Barcelona . a pressão é diferente. Gostei de viver o futebol lá. A única coisa é que quando cheguei o Neymar também veio, realmente não havia possibilidade." | ” |
| — Luis Alberto sobre sua passagem pelo Barcelona. | |   |

Por conta disso, mesmo fazendo uma grande temporada, Luis e o time optaram por não seguirem em contrato e o espanhol retornou para seu time formador, onde tão logo foi vendido.

### Liverpool
Em 2013, o jogador assinou com o Liverpool por 8 milhões de euros em um contrato de quatro temporadas.
Luis chegou no Liverpool juntamente com Philippe Coutinho, e foi justamente por conta da participação ativa do brasileiro que o jogador pouco figurou entre os titulares. O atleta até conseguia algum espaço substituindo Victor Moses em certas oportunidades, mas deixou o time inglês após apenas uma temporada com apenas 12 partidas realizadas.

### Málaga (empréstimo)
Luis Alberto então voltou ao seu país, onde assinou com o Málaga por uma temporada de empréstimo.
No clube, o atleta estreou de maneira muito positiva, pois marcou um gol na vitória de sua equipe por 1 a 0 diante o Athletic Bilbao na rodada de abertura da La Liga de 2014–15. Contudo, mesmo sendo titular durante boa parte da campanha, salvo alguns momentos na metade da época, o jogador não conseguiu se firmar completamente e deixou a equipe ao fim do empréstimo após dois gols em 20 partidas.

### Deportivo La Coruña (empréstimo)
Após um empréstimo, o jogador seguiu essa negociação e assinou com outro time por uma temporada após o Liverpool cedê-lo novamente. Seu novo destino foi o Deportivo La Coruña, também da Espanha.
No time, Luis conseguiu performar de maneira positiva. Em 31 partidas, o atleta conseguiu chegar a marca de seis gols ajudando a garantir o time na Primeira Divisão Espanhola ao fim da competição.

### Lazio

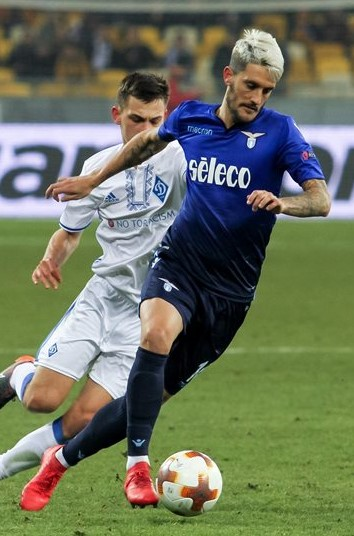
Luis Alberto pela Lazio.

Em agosto de 2016, o jogador deixou o Liverpool em definitivo para assinar com a Lazio.
A primeira temporada de Luis Alberto foi muito irregular. O jogador até chegou a fazer um gol durante a Serie A, mas só fizera 10 jogos durante toda a época, pois, além de ter suas dificuldades de se firmar entre os titulares, sofreu com algumas lesões ao longo da época.
Após uma época irregular, Luis reverteu a situação e tornou-se uma das principais figuras do elenco italiano com o passar dos anos. Seu primeiro troféu aconteceu já em 2017, quando a equipe conseguiu derrotar a Juventus na final da Supercopa da Itália.
Ainda nessa competição, que ele atuaria por mais duas vezes, Alberto pôde ser ainda mais relevante para o time italiano na Supercopa de 2019. Novamente contra a Velha Senhora, Luis abriu o placar na vitória de sua equipe por 3 a 1 e garantiu mais um título para história da equipe.
Na última vez que atuara nessa competição, o jogador foi eliminado precocemente pela Inter de Milão, já que o clube milanês conseguiu tirar o time do espanhol ainda nas semifinais da Supercopa da Itália de 2023.
Na Coppa Italia, o jogador teve vários bons momentos coletivos. Na sua primeira temporada, a equipe foi derrotada na final diante a Juventus, e viu sua equipe amargar uma eliminação na semifinal da edição seguinte para o Milan. No entanto, na época 2018–19, Luis contribuiu com o avanço da equipe até a final diante a Atalanta, onde conseguiram eliminar o Milan nas semifinais, e venceram o troféu após Sergej Milinković-Savić e Joaquín Correa garantirem o placar de 2 a 0 para o time da Lazio.
Na Serie A, o jogador conseguiu ter suas grandes performances após a época de estreia. Durante a Série A  de 2017–18, Alberto impressionou aos adeptos após conseguir chegar a marca de 11 gols e 14 assistências e se tornando o jogador com mais passes a gol naquela edição de Campeonato Italiano.
Muito de seus passes foram dados para Ciro Immobile, este que conquistou a artilharia da Série juntamente com o atacante da Inter de Milão: Mauro Icardi (29 gols cada).
Apesar de não ter conseguido o mesmo destaque na edição seguinte, o atleta voltou a conseguir um número considerável de assistências (15), e ficou somente a um passe para alcançar a liderança juntamente com Papu Gómez. Seus passes novamente ajudaram Ciro Immobile a alcançar a artilharia da Liga.
No entanto, o jogador conseguiu ser o Melhor Jogador do Mês de fevereiro e também figurou no Time Ideal do Campeonato ao fim da época.
Seguindo suas temporadas, o atleta teve um ano a baixo de assistências entre 2020–21, mas voltou a quase liderar esse quesito entre 2021–22. Com dez passes a gol, Luis precisaria apenas de mais três passes para conseguir o primeiro lugar na lista de maiores assistentes da temporada.

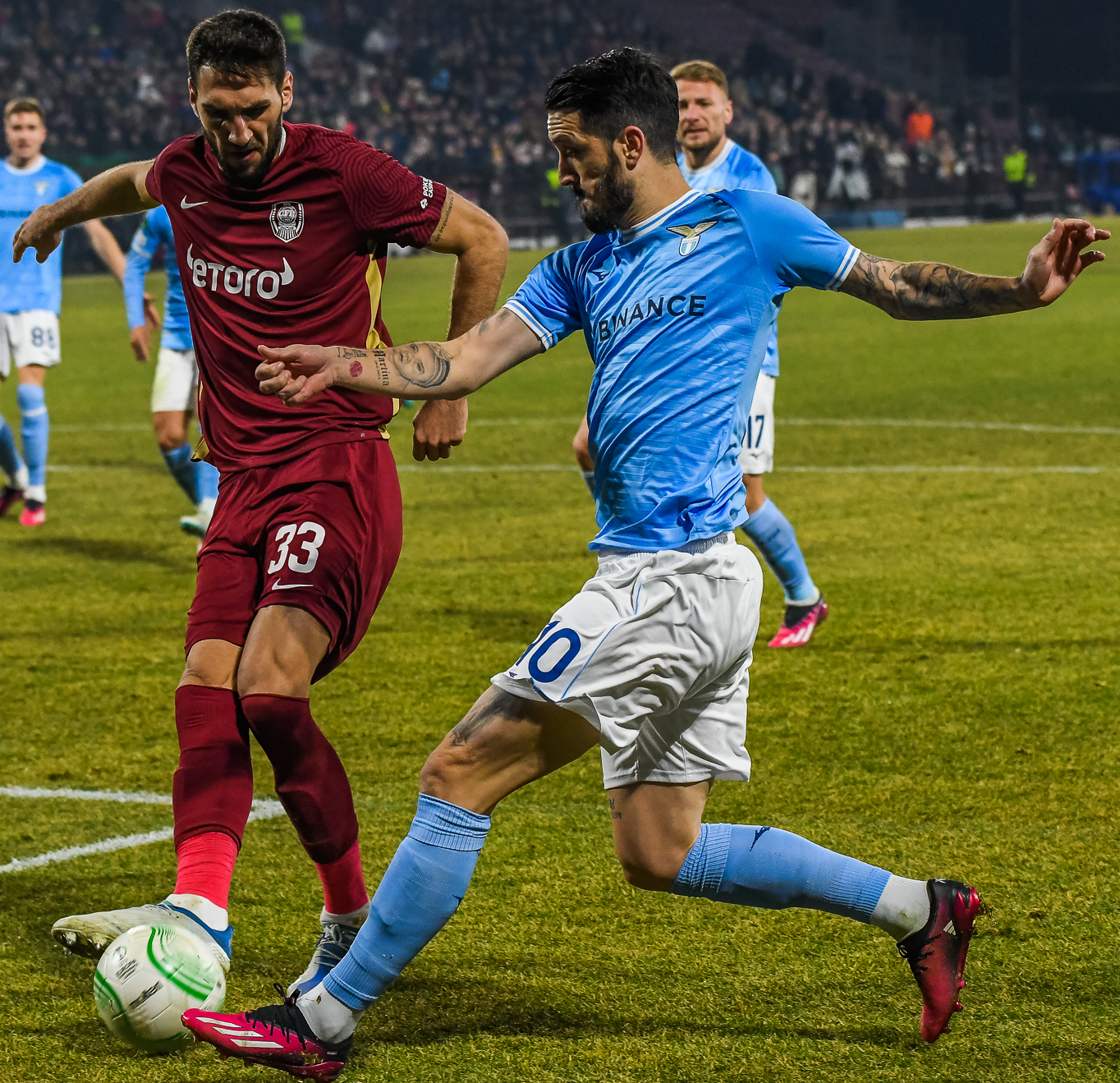
Luis Alberto disputando uma bola em 2023.

Nessa mesma temporada, o jogador começou a ser treinado por Maurizio Sarri. E foi com ele que o jogador conseguiu atingir números positivos individualmente e coletivamente, incluindo uma segunda colocação na Série A de 2022–23. Contudo, foi depois da saída de Sarri que Alberto também anunciou que deixaria a Lazio ao fim da época 2023–24.
Em todas as suas temporadas pela Lazio, o jogador só conseguiu chegar na Liga dos Campeões duas vezes. Na primeira vez chegou até as oitavas, onde caiu para o Bayern de Munique na Liga dos Campeões da UEFA de 2020–21.
No dia 19 de setembro de 2023 e deu um cruzamento que resultou no gol de Ivan Provedel para empatar o jogo diante a rodada inicial da fase de grupos da Champions League contra o Atlético de Madrid. No decorrer da competição, Luis foi o capitão da Lazio na penúltima rodada da fase de grupos. Contudo, viu o seu time amargar uma eliminação precoce nas oitavas de final após perderem o jogo de volta por 3 a 0 para o mesmo clube que os eliminaram da última vez.

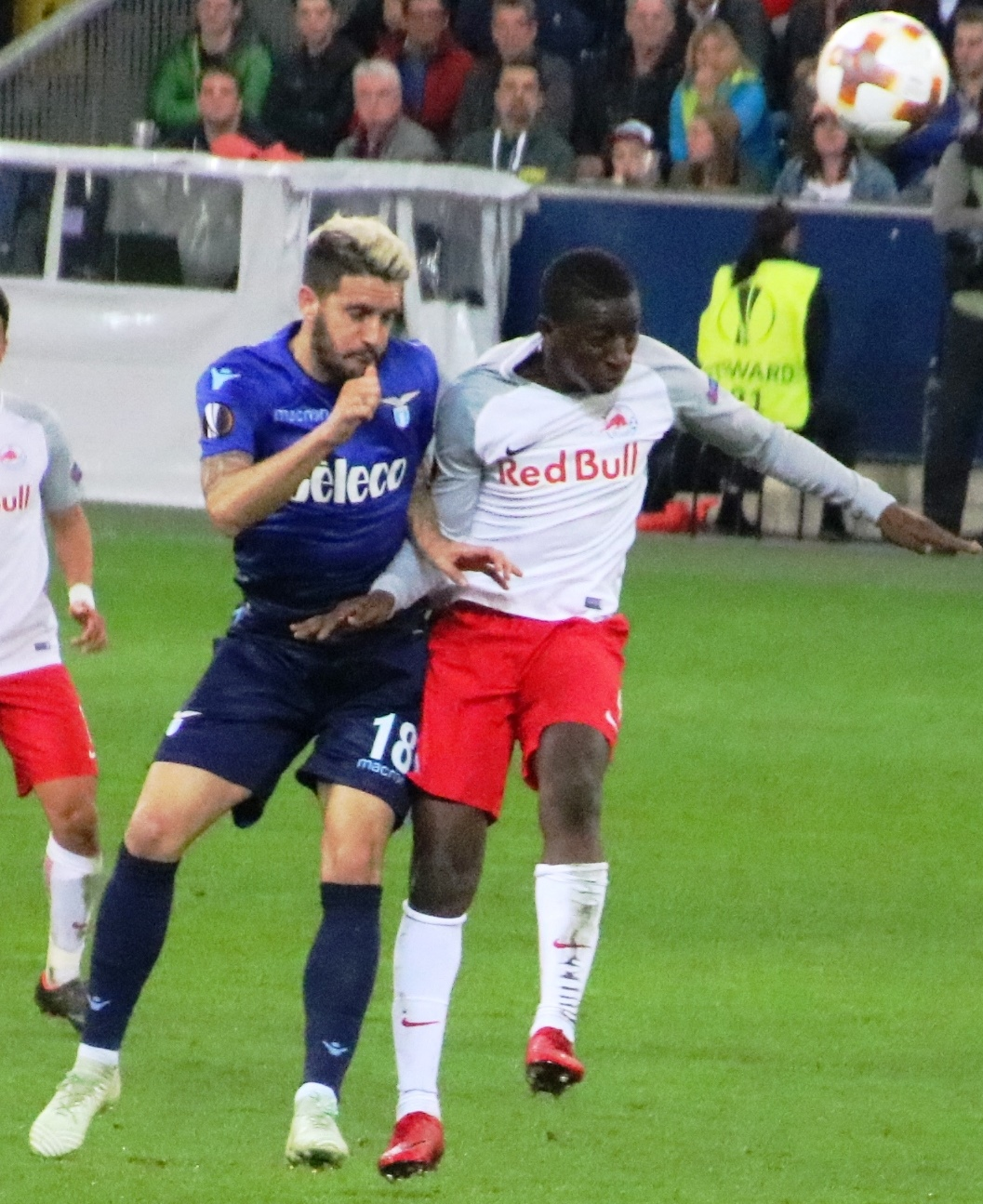
Luis Alberto em partida contra o Red Bull Salzburg

Na Liga Europa da UEFA, a Lazio conseguiu se classificar por mais vezes. Todavia, dificilmente passava das oitavas. Quando fizera isso, foram derrotados pelo Red Bull Salzburg na Liga Europa da UEFA de 2017–18, após conseguirem vencê-los por 4 a 2 na partida de ida.
Na época 2022–23, Luis estreou com a Lazio na Liga Conferência Europa da UEFA. A passagem dele na competição foi muito curta, pois o time interrompeu sua campanha após quatro jogos, tendo vencido somente o primeiro, e serem eliminados diante o AZ Alkmaar.
Em abril de 2024, após 8 anos com a Lazio, o jogador anunciou que aquela seria sua última temporada com o clube. O motivo de sua saída, no entanto, não foi explicada pelo meia. Luis se limitou a dizer:
| “                                                                            | As últimas semanas foram difíceis para mim. Não sei que projeto vamos ter aqui, mas posso dizer com certezas de que não farei parte dele para a próxima temporada. Já pedi para terminar o meu contrato, não quero receber nem mais um euro da Lazio. Acho que é a coisa certa a fazer. Este clube já me deu tanto, mas é altura de dar o passo ao lado e deixar espaço para os outros. | ” |
| — Luis Alberto sobre sua saída. Ele tinha contrato até 2027 naquela ocasião. | |   |

O jogador ainda tinha alguns anos de contrato e seu anuncio de deixar o clube pegou a todos de surpresa. O diretor desportivo da equipe italiana alertou o atleta dizendo que os contratos firmados deviam ser respeitados, mas Luis estava certo de que deixaria o time.

### Al-Duhail
Em 11 de junho de 2024, foi anunciado que Luis Alberto se juntaria ao clube catariano Al-Duhail, em caráter permanente a partir de 1º de julho; a transferência supostamente exigiu uma taxa de € 12 milhões, mais acréscimos e uma cláusula de venda de 25% em favor do Liverpool, assinando um contrato de três anos com o Al-Duhail.

## Títulos

#### Lazio
- Supercopa da Itália: 2017, 2019
- Copa da Itália: 2018–19

### Prêmios Individuais
- Jogador com mais assistências na Série A: 2017–18 (14)

- Melhor Jogador do Mês da Série A: fevereiro de 2020

- Time Ideal da Série A: 2019–20Referências

1. ↑  «Official: Lazio sell Luis Alberto to Al-Duhail». Yahoo Sports (em inglês). 11 de junho de 2024. Consultado em 13 de junho de 2024
2. 1 2 3  Sevilla, Diario de (3 de julho de 2011). «El Sevilla se pone muy serio con Luis Alberto». Diario de Sevilla (em espanhol). Consultado em 20 de abril de 2024
3. 1 2 3 4  Calaff, Àlex (16 de fevereiro de 2022). «Luis Alberto: "En Barcelona siempre me he sentido bien"». www.sport.es (em espanhol). Consultado em 20 de abril de 2024
4. 1 2  Liverpool, Por GLOBOESPORTE COM; Inglaterra (22 de junho de 2013). «Em busca de renovação, Liverpool contrata ex-atacante do Barcelona B». globoesporte.com. Consultado em 20 de abril de 2024
5. 1 2 3  Liverpool, Por GLOBOESPORTE COM; Inglaterra (22 de junho de 2013). «Em busca de renovação, Liverpool contrata ex-atacante do Barcelona B». globoesporte.com. Consultado em 20 de abril de 2024
6. ↑  «Moses y Sturridge dan al Liverpool el pase a octavos - MARCA.com». MARCA. 25 de janeiro de 2014. Consultado em 20 de abril de 2024
7. ↑  Domin, Martin (28 de abril de 2018). «Barcelona identify Liverpool flop as Andres Iniesta replacement». The Mirror (em inglês). Consultado em 20 de abril de 2024
8. ↑  «Jornal: Barça envia diretor para acompanhar Luis Alberto, da Lazio». ge. 12 de dezembro de 2017. Consultado em 20 de abril de 2024
9. ↑  «El Málaga se impone al Athletic en la Liga». BBC News Mundo (em espanhol). 24 de agosto de 2014. Consultado em 20 de abril de 2024
10. 1 2  «Luis Alberto, nuevo jugador del Deportivo». www.rcdeportivo.es (em espanhol). Consultado em 20 de abril de 2024
11. ↑  «Lazio contrata Luís Alberto». www.record.pt. Consultado em 20 de abril de 2024
12. ↑  SAPO. «Lazio contrata Luis Alberto ao Liverpool». SAPO Desporto. Consultado em 20 de abril de 2024
13. ↑  «Serie A Lazio, Luis Alberto: «Volevo smettere, ora sto sognando»». tuttosport.com (em italiano). 8 de novembro de 2017. Consultado em 20 de abril de 2024
14. ↑  Sport, Sky (19 de dezembro de 2017). «Lazio, ripresa a Formello: Nani in gruppo». sport.sky.it (em italiano). Consultado em 20 de abril de 2024
15. ↑  Lance! (13 de agosto de 2017). «Com gol nos acréscimos, Lazio bate a Juventus e leva Supercopa da Itália - Lance!». Com gol nos acréscimos, Lazio bate a Juventus e leva Supercopa da Itália - Lance!. Consultado em 20 de abril de 2024
16. ↑  «Com dois golaços e Ronaldo apagado, Lazio vence Juventus e conquista a Supercopa da Itália». ESPN.com. 22 de dezembro de 2019. Consultado em 20 de abril de 2024
17. ↑  «Internazionale 3 x 0 Lazio | Supercopa da Itália: melhores momentos». ge. Consultado em 20 de abril de 2024
18. ↑  «Juventus x Lazio - Copa da Itália 2016-2017». globoesporte.com. Consultado em 20 de abril de 2024
19. ↑  «Brasileiros perdem pênaltis pela Lazio, Milan vence e vai a final na Itália». www.uol.com.br. Consultado em 20 de abril de 2024
20. ↑  ansa. «Lazio elimina Milan após racismo e homenagem a Mussolini». Terra. Consultado em 20 de abril de 2024
21. ↑  Lance! (15 de maio de 2019). «Com gols no fim, Lazio vence a Atalanta e conquista a Copa da Itália - Lance!». Com gols no fim, Lazio vence a Atalanta e conquista a Copa da Itália - Lance!. Consultado em 20 de abril de 2024
22. 1 2  «Resumo - Serie A TIM - Itália - Results, fixtures, tables and news - Soccerway». br.soccerway.com. Consultado em 20 de abril de 2024
23. ↑  «Italian Serie A Performance Stats, 2019-20 Season - ESPN (AU)». ESPN (em inglês). Consultado em 20 de abril de 2024
24. ↑  «Com 36 gols na Série A, Immobile fatura Chuteira de Ouro». noticias.uol.com.br. Consultado em 20 de abril de 2024
25. ↑  «LUIS ALBERTO MVP FOR FEBRUARY | News | Lega Serie A». web.archive.org. 8 de julho de 2020. Consultado em 20 de abril de 2024
26. ↑  «Gran Galà del Calcio: The winners - Football Italia». football-italia.net (em inglês). 19 de março de 2021. Consultado em 20 de abril de 2024
27. ↑  «Italian Serie A Scoring Stats, 2021-22 Season - ESPN (IN)». ESPN (em inglês). Consultado em 20 de abril de 2024
28. ↑  «Lazio anuncia a contratação de Maurizio Sarri». TNT Sports. 9 de junho de 2021. Consultado em 20 de abril de 2024
29. ↑  «Lazio, post per salutare Sarri: spunta il like di Luis Alberto». corrieredellosport.it (em italiano). 13 de março de 2024. Consultado em 20 de abril de 2024
30. ↑  Abola.pt (12 de abril de 2024). «Mercado: Luis Alberto anuncia saída da Lazio | Abola.pt». Abola.pt. Consultado em 20 de abril de 2024
31. ↑  esportenewsmundo. «Bayern se impõe jogando em casa, elimina Lazio e segue vivo na Champions League». Terra. Consultado em 20 de abril de 2024
32. ↑  «Lazio 1 x 1 Atlético de Madrid | Liga dos Campeões: melhores momentos». ge. Consultado em 20 de abril de 2024
33. ↑  «Lazio 2-0 Celtic (28 de nov, 2023) Placar Final - ESPN (BR)». ESPN (em inglês). Consultado em 20 de abril de 2024
34. ↑  esportenewsmundo. «Bayern se impõe jogando em casa, elimina Lazio e segue vivo na Champions League». Terra. Consultado em 20 de abril de 2024
35. ↑  «Salzburg goleia e elimina Lazio da Liga Europa». noticias.uol.com.br. Consultado em 20 de abril de 2024
36. ↑  «AZ Alkmaar 2-1 Lazio (16 de mar, 2023) Placar Final - ESPN (BR)». ESPN (em inglês). Consultado em 20 de abril de 2024
37. ↑  «Luis Alberto dá murro na mesa e anuncia saída: «Não quero receber mais um euro da Lazio»». www.record.pt. Consultado em 20 de abril de 2024
38. ↑  «Diretor Desportivo da Lazio sobre Luis Alberto»
39. ↑  «LUIS ALBERTO CEDUTO A TITOLO DEFINITIVO ALL'AL-DUHAIL». Site Oficial da Lazio (em italiano). Consultado em 11 de junho de 2024
40. ↑  Nicola Berardino. «Luis Alberto, addio alla Lazio: va in Qatar a 8 milioni l'anno». DAZN (em italiano). Consultado em 9 de junho de 2024